# Башкатов, Егор Иванович
Егор Иванович Башкатов (также известен как Устин Кузьмич Демидов; 1879, Семидесятное, Нижнедевицкий уезд, Воронежская губерния, Российская империя — февраль 1933, СССР, РСФСР) — российский и советский серийный убийца, грабитель и организатор банды. Является самым массовым серийным убийцей в истории России. На его счету 459 убийств, совершённых в период с 1922 (по другим данным – с 1921) по 1932 годы в различных населённых пунктах РСФСР. В ходе следствия удалось доказать 121 убийство. Расстрелян по приговору суда. Участники банды Башкатова также были осуждены.

## Биография

### Ранние годы
Егор Иванович Башкатов родился в 1879 году в нищей крестьянской семье в селе Семидесятное Воронежской губернии. Его мать рано умерла. Отец пытался приучить сына убивать курятину. Когда однажды малолетний Егор замахнулся топором на курицу, он промахнулся, отрубив себе половину большого пальца на ноге. С тех пор у него появились ковыляющая походка и прозвище «Егорка Сиволапый».
Отец Егора злоупотреблял алкоголем. В какой-то момент он уехал на заработки в Сибирь. Когда Егору было 12 лет, его пьяный отец утонул в реке Кубань. Односельчане помогали осиротевшему ребёнку. Дедушка и бабушка присматривали за ним после смерти родителей, но не занимались воспитанием. Егор был  уличным ребёнком. Окончил сельскую церковно-приходскую школу, но дальше учиться не стал.
С малых лет Башкатов пристрастился к алкоголю и карточным играм. Работать не хотел, сдавал в аренду земельный участок, полученный по наследству от родителей. Зарабатывал себе на жизнь шулерством, разъезжая по соседним городам и сёлам. Завёл связи в криминальном мире, в частности, познакомился со скупщиками краденного в нескольких населённых пунктах.
В родном селе Башкатов заслужил репутацию тунеядца, пьяницы и картёжника. Никто из соседей не хотел отдавать дочерей замуж за него. Ему было уже за 30 лет, когда удалось жениться. Однако жена страдала эпилепсией и во время одного из таких приступов умерла.
В 1914 году, когда началась первая мировая война, был призван в армию. На войне Башкатов был денщиком, в атаку не ходил. В 1917 году, сразу после февральской революции, дезертировал, попутно убив офицера и забрав его мундир прапорщика с боевыми наградами. За это получил презрение от односельчан, когда те узнали правду. Через несколько месяцев после возвращения с фронта убил топором мужа сестры, с которым постоянно конфликтовал, украл все ценные вещи из их дома и продал знакомому скупщику, после чего покинул село, перебравшись в соседнюю Давыдовку. Был арестован, однако во время октябрьской революции освобождён по амнистии.
Во время революции Башкатов примкнул к красноармейцам, записавшись в продотряд. Работая в заградительном продотряде, отбирал продовольствие у крестьян и расправлялся с теми, кто выражал несогласие. Также занимался спекуляцией краденного. Башкатов пытался попасть в партию, однако его туда не пустили, поскольку парткомиссия узнала о его дезертирстве, злоупотреблении алкоголем, а также о излишней жестокости к крестьянам. Был изгнан из продотряда. После этого занимался воровством. Башкатова дважды задерживали за кражи, но из-за того, что он ранее служил в Красной армии, осуждали условно.

### Убийства
В 1922 году (в некоторых источниках указывается 1921 год) Егор Башкатов стал убивать людей. После революции и гражданской войны в стране были многочисленные разрушения и голод. Люди были вынуждены покидать свои дома, продавать имущество и отправляться на поиски нового места жительства в незнакомые населённые пункты, где у них не было знакомых. Подавляющее большинство населения было безграмотным, многие не могли пользоваться почтой или телеграфом. В ходе совершения преступлений Башкатов пользовался этими факторами.
Убийца выбирал себе жертв среди приезжих на железнодорожных станциях, втирался к ним в доверие, обещая помочь с работой и жильём. В пути предлагал переночевать в лесу, поле или сарае, и когда жертвы засыпали, он их убивал. В качестве орудия преступлений использовал самодельный кистень: булыжник, завёрнутый в холщовый мешок. Им он наносил жертвам удары по голове. Своё оружие сам Башкатов называл «микстурой». После расправы забирал у погибших личные вещи и снимал с них одежду, которую потом продавал. Для поиска жертв преступник разъезжал по стране от Москвы до Осетии. В основном орудовал в Краснодарском крае, Воронежской и Ростовской областях. Первое подобное преступление, по данным следствия, было совершено Башкатовым в марте 1922 года. Иногда преступник мог убивать по несколько человек в неделю.
Будучи невысоким и не имея большую физическую силу, Башкатов первые несколько лет старался убивать в основном женщин и детей, которые не могли оказать сопротивление. Преступник понимал, что приезжих вряд ли будут искать, так как те находились в незнакомых населённых пунктах, где их никто не знал.
Жертв, как правило, обнаруживали в соломенных стогах, зарослях, полях, лесах. Башкатов специально оставлял тела лицом вниз, поскольку именно с лица начинается разложение трупа. Чаще всего убитых находили возле железных дорог – зона ответственности транспортной милиции, которая в то время подчинялась ОГПУ. Остальная зона вблизи железных дорог – территория местных органов внутренних дел, в которых в те годы служили люди без специальной подготовки (в основном бывшие рабочие и крестьяне, т. к. революция и гражданская война унесли жизни многих мужчин в стране). Чаще всего тела находила транспортная милиция. Они передавали дела местным следователям, после чего их закрывали, поскольку не было возможности установить даже личности убитых (документы у жертв не обнаруживали).
В период совершения убийств Башкатов второй раз женился. Наталья Башкатова (урождённая Щукина) приютила Егора, когда тот однажды попросился на ночлег. Впоследствии жена родила ему троих детей. Иногда он брал с собой свою семью, чтобы войти в доверие к будущим жертвам. Наталья Башкатова также отстирывала и продавала вещи убитых. В 1929 году Башкатова задержали на рынке при попытке украсть корзину с вещами. Он содержался под стражей до января 1930 года. Тогда суд назначил ему 2 недели исправительных работ, но поскольку было учтено время, проведённое Башкатовым под следствием, он был отпущен на свободу.
На добытые с убийств и ограблений деньги Башкатов купил дом в Армавире. Там он проживал под другим именем – Устин Кузьмич Демидов. В этот же период купил телегу и лошадь. Убийца под видом извозчика приезжал к вокзалам на повозке. Это позволяло ему выбирать людей с большим количеством вещей. Убийца предлагал жертвам подвезти их, в пути расспрашивал о родных, стараясь узнать как можно больше ценных сведений. Если семья казалась ему богатой, то он узнавал адрес, где проживали семьи жертв. После расправы Башкатов писал от лица убитых письма их родственникам, в которых сообщал, что «нашёл доброго человека, который помог с работой, жильём и даже письмо написал». В письмах он также говорил им продавать имущество и переезжать. Родственники жертв делали то, о чём Башкатов просил их в письмах от имени погибших, затем приезжали к нему, после чего преступник убивал и их самих.
Следователь Амурхан Яндиев (известен участием в расследовании дела Андрея Чикатило), знакомый с делом Башкатова, подмечает, что он хоть и являлся серийным убийцей, но при этом не был маньяком. Возможно, Башкатов получал удовольствие от совершения убийств, однако его основной мотив корыстный.
В январе 1931 года Тихорецкий уголовный розыск даже задерживал Башкатова, однако тогда он представился неким Цыганковым. Ввиду отсутствия оснований для обвинения был отпущен из милиции. Позже выяснилось, что Башкатов использовал фамилию уроженца Саратовской губернии Павла Яковлевича Цыганкова, которого убил ещё в сентябре 1930 года.
В течение 9 лет Башкатов действовал в одиночку. В 1931 году, за полгода до ареста, обзавёлся подельниками, которых находил также на железнодорожных станциях. Первыми к Башкатову присоединились Николай Александрович Скляров (убийца познакомился с ним осенью 1930 года в станице Архангельской, где тогда решил осесть) и Илья Фёдорович Бобков. Роли в банде были чётко распределены: одни должны были заманивать жертв, другие – убивать, третьи – отстирывать и продавать одежду убитых. Чаще всего убивал сам главарь, редко доверяя эту работу сообщникам. Вместе с сообщниками Башкатов порой убивал по несколько человек за раз. На момент ликвидации банды в ней состояли 27 человек. Главным сообщником Башкатова стал Николай Скляров, который в своё время убил всех своих сожительниц и даже предлагал устранить сожительницу самого Башкатова.
Последнее убийство было совершено бандой 5 января 1932 года. Тогда Башкатов и Бобков заманили очередную жертву на одной из станций Армавира. Бобков снял с убитого пиджак и шапку, которые впоследствии были на нём в момент задержания.

### Арест, следствие и суд
В январе 1931 года близ станции Кавказская были обнаружены тела жительницы Подмосковья Тамары Васильевой и её сына. Согласно постановлению ВЦИК, расследование любых происшествий на железнодорожном транспорте, в том числе и уголовных преступлений, относилось к ведению ОГПУ. Чекисты довольно быстро установили, что за несколько месяцев до этого в соседнем районе был найден труп мужа Васильевой Василия Яковлева. Следствие пришло к выводу, что действует банда, затем нашло информацию о других убийствах со схожим почерком, случившихся ранее.
Первые приметы убийцы у следователей появились после того, как были обнаружены тела двоих мужчин – неких братьев Агеевых, уроженцев маленького села в Архангельской области. После того, как старший брат Николай отправился искать новый дом, он написал письмо двоим младшим, в котором писал, что встретил доброго человека, готового им помочь, и сказал им за 2 месяца продать всё имущество и переехать. Олег и Владимир Агеевы сделали всё в обозначенный срок. Последний раз их видели живыми на станции Заречная в Ростове-на-Дону. Башкатов увёз их со станции на телеге. Перед этим братья разговаривали с одним из мужчин, находившихся там. Тогда следователи впервые смогли установить личности убитых и стали искать преступника среди извозчиков.
Банда Башкатова была ликвидирована в начале 1932 года. Тогда нашлась выжившая жертва – крестьянин Михаил Дьяков, которому удалось спастись. Дьяков сел в повозку к Башкатову, когда тот предложил подвезти его. По пути к ним подсел якобы случайный попутчик (Скляров). Дьяков почувствовал, что его собираются убить, поэтому соскочил с телеги и сбежал от убийц, после чего отправился в ОГПУ, где дал описания обоих. По описанию следователи узнали Склярова, так как незадолго до этого он был объявлен в розыск по подозрению в совершении нескольких преступлений, в том числе в убийстве собственной жены. Вскоре Склярова задержали. На допросе он сдал своих сообщников.
Башкатов был задержан в Армавире в ночь на 9 января 1932 года вместе с Бобковым. При задержании у него изъяли два мешка с мужской и женской одеждой и обувью, а в пиджаке Бобкова обнаружили 640 рублей. При обыске в доме Башкатова было найдено немало изобличающих улик, в том числе окровавленная одежда и амбарная книга, в которую серийный убийца записывал все свои преступления. Согласно записям в ней, на счету Башкатова и его банды 459 убийств, совершённых в период с марта 1922 по январь 1932 года: 390 лиц мужского пола и 69 лиц женского. В обвинительном заключении также указано, что из них 78 жертв были убиты Башкатовым вместе с сообщниками. Однако описать последовательно по времени совершения эпизоды всех преступлений главарь банды не смог. Башкатов также признал, что наибольшее количество убийств совершил в 1930 году: 64 убийства (62 мужчины и 2 женщины).
Во время суда удалось доказать 121 убийство, совершённое бандой Башкатова. На суде душегуб рассчитывал на снисхождение: уверял, что убивал врагов советской власти, и просил для себя всего 5 лет лишения свободы. Башкатов и его основные подельники были приговорены к смертной казни и расстреляны в феврале 1933 года. Остальные члены банды получили длительные сроки заключения. Женщины-соучастницы получили по 10 лет лишения свободы. Данное дело было засекречено на долгие годы.

## В массовой культуре
- Документальный фильм «Убийца № 1» из цикла «Следствие вели» (2023)[5]